# سید بلکهال
سید بلکهال (انگلیسی: Sid Blackhall؛ زادهٔ ۲۵ سپتامبر ۱۹۴۵) بازیکن فوتبال است.
از باشگاه‌هایی که در آن بازی کرده‌است می‌توان به باشگاه فوتبال اشینگتون اشاره کرد.